# 라이닝겐가

라이닝겐가의 문장

라이닝겐가(Leiningen)는 알자스, 로렌, 자를란트, 라인란트, 팔츠에 주로 영지를 둔 오래된 독일 귀족 가문의 이름이다. 이 가문의 다양한 분파는 수 세기에 걸쳐 발전하여 제국의 직접 지배를 받는 백국을 통치했다.